# Alex Russo
Alexandra "Alex" Margarita Russo es el personaje principal de la serie de Disney Channel Wizards of Waverly Place.
Ganó el puesto de Hechicera/Maga de la familia junto a su hermano mayor, Justin Russo.
Es la hermana mediana y la única descendiente mujer de la familia, Alex es muy astuta y es muy buena cuando se trata de conseguir lo que quiere, es de personalidad rebelde con un fuerte carácter, bromista, perezosa, sarcástica y egoísta. No obstante, Alex, en numerosas ocasiones ha demostrado a lo largo de la serie ser muy noble, sacando a la luz su buen corazón.
Alex Russo es una persona muy inteligente a pesar de no tener éxito en el ámbito de los estudios, todo lo contrario a su hermano mayor, Justin.
Es amante del arte y de la pintura, pasión que regió en su carrera profesional en cuanto a su formación como pintora, tras graduarse en el Instituto.
Alex Russo se convirtió en Maga De La Familia en Wizards of Waverly Place: The Movie. Sin embargo, ésta se muestra infeliz con ese hecho y decide pedir un deseo a través de la "Piedra de los sueños", donde vuelve el tiempo atrás, tornándose nuevamente en aprendiz junto a sus dos hermanos.
Al final de la serie, cuando Justin, el hijo predilecto, gana, Alex demuestra su humanidad e inmenso respeto hacia su familia decidiendo a ayudar a Justin cuando este sufre un fuerte contratiempo, queriendo competir de manera justa por lo que vemos que Justin gana pero al momento de ser nombrado se arrepiente ya que considera que no es digno a pesar de desearlo dice la verdad de lo que paso antes de que saliera como ganador siendo consiente y reconociendo el esfuerzo de su hermana Alex.
Finalmente Alex decide conservar su puesto original como Maga De La Familia Russo, manteniendo sus poderes para siempre.
Mantiene una relación sentimental con Mason Greyback, un joven licántropo.
En 2008, a pesar de que el personaje de Alex fue clasificado como «Un Mago En Todo El Material Oficial», AOL la nombró «La Mejor Bruja Interpretada En Veinte Años En Televisión».
Selena Gomez, es una de los dos miembros del reparto que está presente en todos y cada uno de los episodios de la serie junto a David Henrie, quien interpreta al hermano mayor de Alex, Justin Russo, personaje que también ha aparecido en The Suite Life on Deck.